# Юліус Вільбранд
Юліус Вільбранд (нім. Julius Bernhard Friedrich Adolph Wilbrand, 22 серпня 1839, Гіссен — 22 червня 1906) — німецький хімік. Першим отримав тринітротолуол (1863).

## Життєпис
Народився в сім'ї лікаря Йозефа Вільбранда (1811—1893) і Альбертіни Кнапп (1817—1892). Працював в університеті Геттінгена разом з Фрідріхом Бейльштейном і вперше описав в 1863 році ізолювання тринітротолуолу (ТНТ). Юліус Вільбранд просто шукав, на що придатний толуол — побічний продукт коксування вугілля і крекінгу нафти.